# Фортеця Бахмут
Форте́ця Бахму́т — пісня українського музичного гурту «Антитіла», присвячена місту Бахмут, Збройним силам України і всьому українському народові, який чинить опір російським окупантам під час російського вторгнення в Україну. Композиція була випущена на загал 3 лютого[джерело?] 2023 року.
Музиканти мали на меті цією піснею посилити бойовий дух військових, які захищають Україну.

## Ідея та створення
За словами музикантів, текст пісні був написаний всього за добу Тарасом Тополею, а музику написав Сергій Вусик. Тарас Тополя так описав ідею створення пісні:
|  | Ми як музиканти розуміли, що нам потрібно зробити щось надихаюче, з чим хотілося б рвати землю, йти в бій, стояти і не відступати. Але як громадяни, які мають бойовий досвід, розуміємо, що свою справу і своє завдання потрібно робити спокійно, як тому вчили нас, і що за нашими спинами, за спинами тих, хто саме зараз зі зброєю проти окупантів - майбутнє України. |

У тексті Тарас посилається на героїчне минуле українського народу, зокрема згадуються учасники бою під Крутами у 1918 році.

## Реліз
Гурт презентував пісню 3 лютого[джерело?] 2023 року. Ця пісня стала першою повноцінною музиною роботою з початку російського вторгнення в Україну. Разом з піснею, гурт презентував ліричне відео, у якому показали кадри зруйнованого міста Бахмут.
10 лютого вийшов офіційний музичний відеокліп, який гурт «Антитіла» знімали протягом 3 діб на справжніх позиціях під час виконання бойових завдань під Бахмутом у ході битви за Бахмут. Основа майбутнього сценарію була запропонована режисером Кадімом Тарасовим. Режисером виступив Віктор Скуратовський. У відео показано бойовий підрозділ 59-го гаубичного артдивізіону 45-ї окремої артилерійської бригади, який працює з гаубицями М777. Як кажуть автори, ідея відеокліпу полягає в тому, що снаряди з написаними на них цитатами з пісні запускаються артилеристами у напрямку ворога і знищують його саме словами з композиції. Також, за словами самих музикантів, у кадрі з'являється автомобіль медичного підрозділу «Маестро» 130 Батальйону територіальної оборони 241-шої бригади територіальної оборони, який використовувався на бойових завданнях учасниками гурту, коли вони виконували завдання у зоні бойових дій.
24 лютого 2023 року музиканти презентували акустичну версію цієї пісні та відеокліп на неї. Анонс супроводжував такий допис:
|  | У пам’ять про загиблих побратимів 130 батальйону ТРО, 241 бригади Збройних Сил України у визвольній війні проти російських окупантів. Всім, хто на щиті і зі щитом – присвячується. Разом з нашим підрозділом ми виконали цю пісню по-новому. В кадрі рідна 4 рота та бойові медики підрозділу «Маестро». В акустичній версії звучить наш сум за побратимами і шана їм, а також наша рішучість на помсту за кожну зламану українську долю. Кліп був знятий, коли батальйон був виведений на відновлення з передової на Бахмутському напрямку. Вічна слава Героям, які на щиті. |

Станом на 18 травня 2023 року, офіційний музичний відеокліп зібрав 12 мільйонів переглядів на YouTube.